# Orophea hirsuta
Orophea hirsuta King – gatunek rośliny z rodziny flaszowcowatych (Annonaceae Juss.). Występuje naturalnie w Indiach, Malezji, Kambodży, Laosie, Wietnamie oraz południowo-wschodniej części Chin (w prowincji Hajnan). 

## Morfologia
PokrójZimozielony krzew dorastający do 4 m wysokości. Młode pędy są omszone.
LiścieMają kształt od eliptycznego do podłużnego. Mierzą 3,5–12 cm długości oraz 1,5–5 cm szerokości. Są omszone od spodu. Nasada liścia jest sercowata. Blaszka liściowa jest o ostrym lub spiczastym wierzchołku. Ogonek liściowy jest omszony i dorasta do 1 mm długości.
KwiatySą pojedyncze lub zebrane po 2–3 w kwiatostany, rozwijają się w kątach pędów. Działki kielicha mają owalny kształt i są owłosione. Płatki mają czerwonawą barwę, zewnętrzne mają owalny kształt, są owłosione od zewnętrznej strony i osiągają do 3–4 mm długości, natomiast wewnętrzne są romboidalne, owłosione od zewnątrz i mierzą 8 mm długości, z długim paznokciem w podstawy. Kwiaty mają 6 pręcików i 3–6 nagich owocolistków.
OwocePojedyncze mają kulisty kształt, zebrane w owoc zbiorowy. Są mniej lub bardziej owłosione. Osiągają 8–10 mm średnicy.

## Biologia i ekologia
Rośnie w lasach. Występuje na wysokości do 600 m n.p.m. Kwitnie od kwietnia do lipca, natomiast owoce pojawiają się od lipca do grudnia.